# 尼爾森岩
尼爾森岩（英語：Nilsson Rocks）是南極洲的岩石，位於麥克羅伯特森地，處於費希爾山以南17公里，屬於查爾斯王子山脈的一部分，在1957年以物理學家命名，現時由南極條約體系管理。